# تاز-مانیا (بازی ویدئویی)
تاز-مانیا (انگلیسی: Taz-Mania) یک بازی ویدئویی در ژانرهای اکشن و ماجراجویی است که توسط سگا در سال ۱۹۹۲ برای کنسول سگا مگا درایو عرضه شد و بعداً توسط شرکت‌های دیگر، با اعمال تغییراتی در بازی، برای چند کنسول دیگر شامل سوپر نینتندو و گیم بوی منتشر شد.
این بازی براساس مجموعه انیمیشنی به همین نام ساخته شد و شخصیت اصلی آن یک شیطان تاسمانی است که "تاز" نام دارد.

## توسعه
این بازی توسط استودیو کوچک Recreational Brainware ساخته شد که تنها دو برنامه‌نویس داشت و در سن فرانسیسکو مستقر بود. یک دنباله برای این بازی با عنوان تاز در فرار از مریخ توسط شرکت سگا توسعه و بین سال‌های ۱۹۹۴ تا ۱۹۹۷ برای سه پلت‌فرم سگا مگا درایو، سگا مستر سیستم و سگا گیم گیر انتشار یافت که در طراحی و ساختار مشابه با این بازی، ولی بی‌ارتباط با مجموعه انیمیشن تاز-مانیا است.